# Zacarias Kamwenho
Zacarias Kamwenho, né le 5 septembre 1934 à Chimbundo (Huambo, Angola), est un prélat catholique angolais, également militant pacifiste depuis le début de la Guerre civile angolaise.

## Biographie
Ordonné prêtre en 1961 puis Archevêque de Lubango en 1995, il a été président de la Conférence épiscopale d’Angola et de São Tomé (CEAST).
Les cessez-le-feu de 2002 et les avancées démocratiques dans ce pays sont en grande partie attribuées à l'action qu'il a mené avec les religieux du pays.

## Prix et récompenses
- Prix Sakharov (2001), décerné par le Parlement européen[1]